# مايكل بارتون
مايكل بارتون (بالإنجليزية: Michael Barton)‏ هو عالم أسماك أمريكي، ولد في 19 نوفمبر 1949 في لوس أنجلوس في الولايات المتحدة.